# Hampton (Arkansas)
Hampton város az USA Arkansas államában. Lakosainak száma 1181 fő (2020. április 1.).

## Népesség
A település népességének változása:

| 2010 | 1 324 |
| 2020 | 1 181 |